# Zaporojeț, Krîvîi Rih
Zaporojeț (în ucraineană Запорожець) este un sat în comuna Cervone din raionul Krîvîi Rih, regiunea Dnipropetrovsk, Ucraina.

## Demografie
Componența lingvistică a localității Zaporojeț
     Ucraineană (91,67%)
     Rusă (6,25%)
     Belarusă (1,56%)
     Alte limbi (0,52%)
Conform recensământului din 2001, majoritatea populației localității Zaporojeț era vorbitoare de ucraineană (91,67%), existând în minoritate și vorbitori de rusă (6,25%) și belarusă (1,56%).